# I WILL GET THERE
「I WILL GET THERE」（アイ・ウィル・ゲット・ゼア）は、1998年に発売されたボーイズIIメンのシングルである。アニメーション映画『プリンス・オブ・エジプト』のサウンドトラックに提供された。Billboard Hot 100での最高位は32位。
日本ではJ-FRIENDSが日本語でカバーしている。

## J-FRIENDSによるカバー
J-FRIENDSの3枚目のシングル。2000年11月29日に発売。発売元はJ-FRIENDS PROJECT。
フィル・ラモーンのプロデュース。ラモーンが日本人アーティストをプロデュースするのはこれが初めて。
エルトン・ジョン（キーボード）、デイヴィッド・フォスター（ピアノ）、マーカス・ミラー（ベース）、オマー・ハキム（ドラムス）、スティーヴ・ルカサー（ギター）、シーラ・E（パーカッション）といった世界的ミュージシャンが演奏に参加している。

### 収録曲
1. I WILL GET THERE
作詞/作曲：Diane Warren、編曲：Rob Mathes、日本語詞：J-FRIENDS PROJECT・小幡英之
2. CAN YOU FEEL THIS CHRISTMAS?
作詞：J-FRIENDS PROJECT・真木須とも子、作曲：椎名KAY太、編曲：鈴木雅也
  - メンバーの思い出を基に作られたクリスマスソング[3]
3. I WILL GET THERE（INSTRUMENTAL）
4. CAN YOU FEEL THIS CHRISTMAS?（INSTRUMENTAL）